# Viggo Poulsen
Viggo Albert Poulsen, född 1855, död 1919, var en dansk botaniker.
Poulsen blev filosofie doktor 1888, docent i botanik vid Farmaceutisk Læreanstalt 1893 och professor där 1902. Poulsen företog 1894–1895 en vetenskaplig resa till Java och behandlade i sina arbeten huvudsakligen morfologiska och anatomiska frågor som anatomin hos Eriocaulaceae, Mayaca och Xyris, rotbyggnaden hos Myristica, extraflorala nektariner med mera samt de lägre växterna naturhistoria. Han har med sitt arbete Botanisk Mikrokemi (1880, 3:e upplagan 1918) verkat banbrytande inom mikrotekniken, varutöver hans utgett läroböcker och botaniska planschverk samt utövat en omfattande populärvetenskaplig verksamhet.